# Gamasomorpha lutzi
Gamasomorpha lutzi là một loài nhện trong họ Oonopidae.
Loài này thuộc chi Gamasomorpha. Gamasomorpha lutzi được miêu tả năm 1929 bởi Petrunkevitch.